# Підготовка до іспиту
«Підготовка до іспиту» — радянський телефільм 1979 року, знятий режисером Борисом Конуновим на кіностудії «Молдова-фільм».

## Сюжет
Телефільм за мотивами однойменної повісті М. Дементьєва. Героїні фільму Каті уві сні на допомогу прийшов шляхетний незнайомець. Прийшовши вранці до школи, вона знайомиться з новачком і вирішує, що він герой її сну. Проте вчинки юнака руйнують створений Катею романтичний образ.

## У ролях
- Олена Фіногєєва — Катя, десятикласниця
- Геннадій Скоморохов — Віктор Мунтяну, десятикласник
- Наталія Стриженова — Сандра, десятикласниця
- Іон Унгуряну — батько Каті
- Євгенія Тудорашку — мама Каті
- Петро Баракчі — батько Віктора
- Євгенія Уралова — мама Віктора
- Антоніна Бушкова — Ніна Георгіївна, вчителька
- Олександр Гришин — десятикласник
- Артур Дауд — десятикласник
- Олександр Пожар — десятикласник
- Георге Челпан — десятикласник
- Ася Андрух — десятикласниця
- О. Антосяк — епізод
- Євгенія Воробйова — десятикласниця
- Степан Голуб — епізод
- О. Коваленко — епізод
- А. Кириця — епізод
- Є. Левченко — епізод
- С. Ляшенко — епізод
- Є. Іноземцева — епізод
- С. Меркулова — епізод
- Святослав Насташевський — епізод
- Валентина Пугачова — десятикласниця
- Н. Потлог — епізод
- Женя Ролько — епізод
- Григорій Русу — епізод
- Н. Скрипнюк — епізод
- Сергій Суконкін — Володя
- О. Сільвестру — епізод
- Л. Хачко епізод
- С. Цобенко — епізод
- Сергій Чепурнов — епізод

## Знімальна група
- Режисер — Борис Конунов
- Сценаристи — Євген Багіров, Олександр Юровський
- Оператор — Валентин Бєлоногов
- Композитор — Валентин Динга
- Художник — Антон Матер